# 本頓克羅辛 (加利福尼亞州)
本頓克羅辛（英語：Benton Crossing）是位於美國加利福尼亞州莫諾縣的一個非建制地區。該地的面積和人口皆未知。

## 地理
本頓克羅辛的座標為37°41′57″N 118°45′50″W / 37.69917°N 118.76389°W，而該地的平均海拔高度為2081米（即6827英尺）。